# Delta Spirit
Delta Spirit ist eine US-amerikanische Band aus San Diego. Die Band ist für ihre ungewöhnlichen Instrumente und die Fähigkeit ihrer Mitglieder, mehrere Instrumente zu spielen, bekannt.

## Geschichte
Jon Jameson und Brandon Young, die schon vorher gemeinsam in verschiedenen Bands gespielt hatten, beschlossen 2005, gemeinsam mit ihrem Freund Sean Walker eine Band zu gründen. Matt Vasquez kam hinzu, nachdem Young ihn morgens um zwei als Straßenmusiker gesehen hatte. Delta Spirit nahmen ihre erste EP I Think I've Found It im Homestudio von Kelly Winrich, der seit seinem 18. Lebensjahr mit Vasquez befreundet war, auf. Winrich schloss sich der Band dann noch im ersten Jahr ihres Bestehens an.
Ihr erstes Album, Ode to Sunshine, nahm die Band in einer Hütte in den Bergen bei San Diego auf und veröffentlichten es im Selbstverlag Ende 2007. Einer der Songs auf diesem Album hieß Trashcan (englisch Mülleimer), weil ein solcher bei der Aufnahme des Songs als Instrument gedient hatte. Ode to Sunshine erschien am 26. August 2008 mit neuem Artwork (auf dem Cover ist Winrichs Großonkel Dr. Thomas Payne zu sehen) und einer neuen Version des Songs "Streetwalker" erneut, diesmal auf dem Label Rounder Records. Die Band war mehrmals im amerikanischen Fernsehen zu sehen, darunter 2008 in Late Night with Conan O’Brien. Im Herbst 2009 verließ Walker die Band.
Das zweite Album History from Below erschien am 8. Juni 2010. Als Inspiration für den Albumtitel diente der Historiker Howard Zinn. Viele der Songs waren 2009 während einer Tournee auf Hotelzimmern mithilfe einer akustischen Gitarre komponiert worden. Am 15. November 2010 spielte Delta Spirit in der Sendung Guitar Center Sessions auf DirecTV ein Livekonzert und gaben den Moderator Nic Harcourt ein Interview. Es folgten weitere Fernsehauftritte bei Jimmy Kimmel, Johnny Carson und Jools Holland. Die Band spielte 2010 2 Touren in den Vereinigten Staaten und eine in Europa. William McLaren wurde 2011 zum Bandmitglied. Er hatte vorher bei den Bands The Willowz und Cults gespielt. Im April 2011 spielte Delta Spirit beim Coachella Valley Music and Arts Festival in Indio.
Im Sommer 2011 mieteten die Bandmitglieder einen Proberaum in Südkalifornien, den unter anderem schon die Cold War Kids genutzt hatten, um an ihrem dritten Album zu arbeiten. Die Aufnahmen fanden dann im Juli desselben Jahres in Woodstock statt. Das Album wurde von Chris Coady produziert und schließlich unter dem Namen Delta Spirit am 13. März 2012 veröffentlicht. Im August 2012 trat die Band beim Lollapalooza-Festival in Chicago auf. Seit 2013 leben die Bandmitglieder im New Yorker Stadtbezirk Brooklyn. 2016 veröffentlichte Matthew "Matt" Vasquez unter dem Titel Solicitor Returns erstmals ein Solo-Album.
Die Musik von Delta Spirit wurde in verschiedenen Fernsehserien verwendet, unter anderem in der zweiten Staffel von Sons of Anarchy, in Grey’s Anatomy, im Soundtrack von The Walking Dead, in der neunten Staffel von American Dad und in Lethal Weapon.

## Diskografie
- I Think I've Found It EP (2006)
- Ode to Sunshine (2008)
- History from Below (2010)
- Waits Room EP (2010)
- Delta Spirit (2012)
- Into the Wide (2014)
- What Is There (2020)